# Письма к живым
«Письма к живым» — советский художественный фильм режиссёра Валентина Виноградова, снятый в 1964 году. Премьера состоялась 5 марта 1965 года.

## Сюжет
После окончания второй мировой войны в камере казнённой фашистами партизанки Вероники Корчевской находят письма — итог её героической жизни.
Прообраз главной героини фильма — коммунистка-подпольщица Вера Хоружая (Вероника Корчевская — один из её псевдонимов).
Фильм этот не биография одного человека. Героиня фильма ровесница тех, кто тридцать лет тому назад молодым вступил в нашу жизнь. Она никогда не считала подвигом то, что делала. Коммунизм был для неё не только убеждением, а целью и оправданием всей её жизни.
Коммунистке, дочери белорусского народа ВЕРЕ ХОРУЖЕЙ посвящаем…

## В ролях
- Светлана Макарова — Вероника Ивановна Корчевская
- Астрида Кайриша — Ольга
- Валентин Никулин — Валентин
- Павел Махотин — Павел
- Валентина Кибардина — мать Вероники
- Григорий Гай — чекист
- Николай Прокопович — комиссар госбезопасности Латышев
- Стефания Станюта
- Лена Гутник
- Бронюс Бабкаускас — предатель
- Янукас Видицкас — эпизод
- Мария Зинкевич — эпизод
- Владимир Дробышевский — эпизод
- Владимир Кудревич — эпизод
- Александр Михайлов — эпизод
- Александр Роговин — эпизод
- Галина Дядюля — эпизод (нет в титрах)

## Съёмочная группа
- Автор сценария: Алесь Кучар
- Режиссёр постановщик: Валентин Виноградов
- Операторы: Михаил Ардабьевский, Александр Княжинский
- Художник постановщик: Юрий Альбицкий
- Композитор: Леонид Афанасьев
- Режиссёр: Юрий Филин
- Звукооператоры: Михаил Лазарев, Константин Бакк
- Художники-гримёры: Б. Егоров, Л. Емельянов
- Художник по костюмам: А. Грибова
- Комбинированные съёмки:
  - Оператор: Л. Аквёненко
  - Художник: И. Коваленко
- Музыкальный оформитель: И. Лазарев
- Редактор: К. Губаревич
- Оркестр государственного комитета по кинематографии:
  - Дирижёр: Г. Гамбург
- Директора картины: С. Тульман, Т. Ковалёва

## Награды
- 1965 — Диплом за исполнение женской роли (С. Макарова) КФ республик Прибалтики, Белоруссии и Молдавии[1].